# Essigsäure-Syndrom

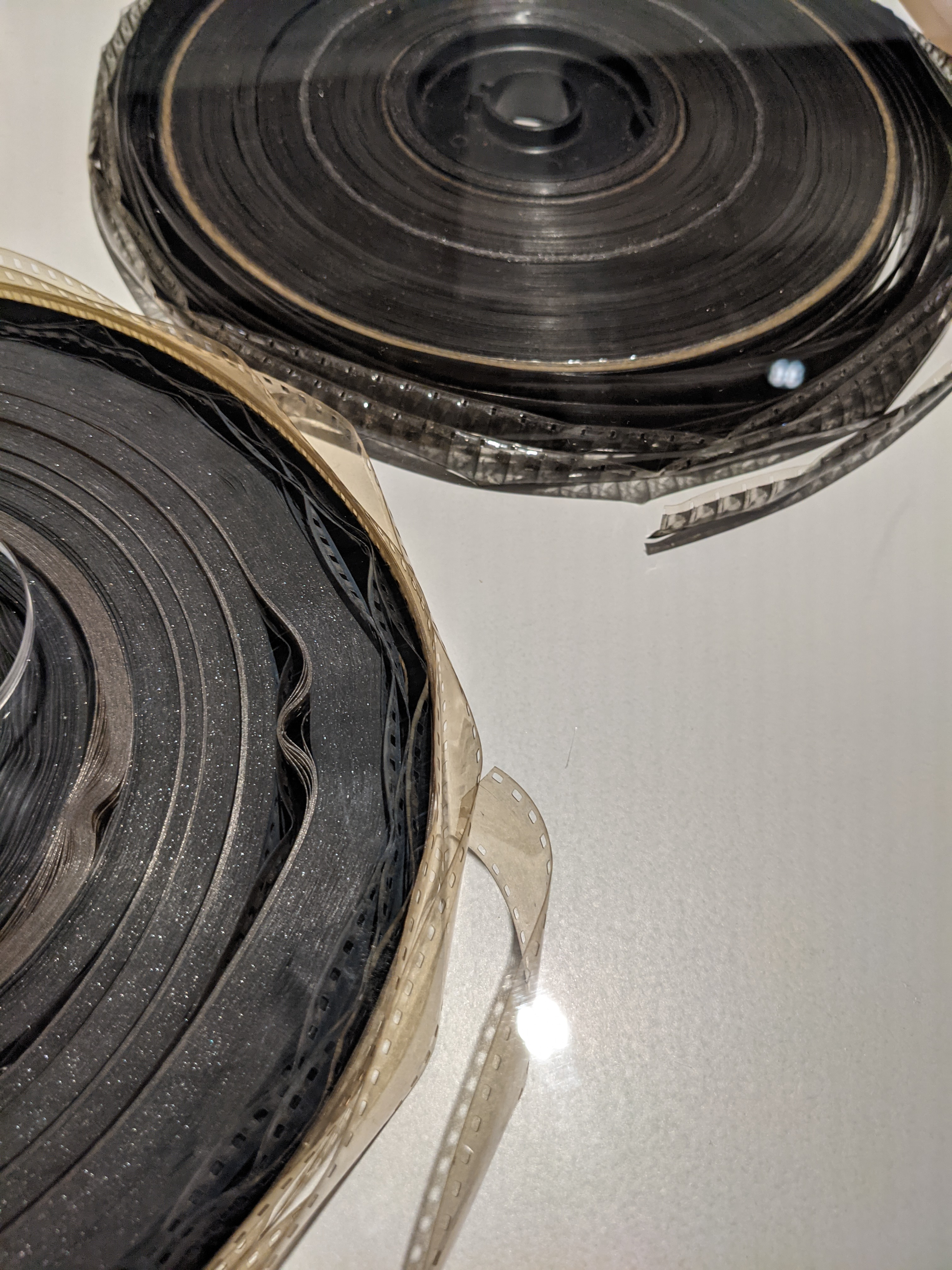
Vom Essigsäure-Syndrom beschädigte Filmrollen

Als Essigsäure-Syndrom oder Essig-Syndrom bezeichnet man die Bildung von Essigsäure-Kristallen auf älterem Filmmaterial, hervorgerufen durch die chemische Reaktion (Hydrolyse) des Trägermaterials Celluloseacetat mit feuchter Luft. Diese Reaktion ist ein Zersetzungsprozess.
Durch die Zersetzung / Zerstörung des Trägermaterials gehen die inhaltlichen Informationen infolgedessen verloren, was für den Erhalt historischen Filmmaterials einen unaufhaltsamen Verlust bedeutet. Diese Zersetzung ist mit einer messbaren Schrumpfung des Filmmaterials verbunden.
Es gibt bislang keine Möglichkeit, diesen Prozess aufzuhalten.
Essigsäure-Kristalle können nicht mit Standardmethoden von der Oberfläche entfernt werden.
Die einzige Chance zur Rettung der Inhalte ist die sofortige Digitalisierung des Films.